# 赤石考
赤石 考（あかいし たかし、7月21日 - ）は、日本の男性声優。岩手県出身。シグマ・セブンe所属。

## 人物
趣味は絵を描くこと、映画鑑賞、登山。
資格は剣道初段、ビジネス能力検定3級、漢字能力検定3級。
主にテレビ番組のナレーションで活動している。

## 出演

### テレビアニメ
2017年
- 名探偵コナン（2017年 - 2019年、警備員、巡査）

2018年
- バキ（僧）

2020年
- 富豪刑事 Balance:UNLIMITED（上層部）
- 戦翼のシグルドリーヴァ（パイロット）

2021年
- スライム倒して300年、知らないうちにレベルMAXになってました（店の客D）
- アイドリッシュセブン Third BEAT!（記者A）
- SCARLET NEXUS（怪伐軍）

2022年
- 錆喰いビスコ（饅頭屋のオヤジ）
- 名探偵コナン ゼロの日常（犯人、男性スタッフ）
- 永久少年 Eternal Boys（男子生徒、ナレーター）

2023年
- ドラえもん（テレビ朝日版第2期）（TVアナウンサー）

2025年
- アラフォー男の異世界通販（騎士A）
- アークナイツ【焔燼曙明/RISE FROM EMBER】（テレシスの刺客、サルカズ兵）

### Webアニメ
2023年
- 魁!!令和の男塾（松尻サバオ 他）

### ゲーム
- PROGRESS ORDERS（2025年、ガルガング[12]）

### BLCD
- アイツの大本命4
- ダブルミンツ（光夫の同僚）

### ラジオドラマ
- キリノセカイ
- 闇金ウシジマくん

### 吹き替え

#### 映画
- 神は死んだのか（ジュード牧師）
- キュア 〜禁断の隔離病棟〜
- バタリオン ロシア婦人決死隊vsドイツ軍（アレクセイ）
- フライ・ミー・トゥ・ザ・ムーン[13]
- リベンジ・オブ・ザ・グリーン・ドラゴン（タム刑事）
- レーザーチーム 俺たち史上最弱のエイリアン・バスターズ（アダム）
- レッド・スカイ（スキッズ）
- ロスト・ドーター（ジョー〈ジャック・ファーシング〉）

#### テレビドラマ
- イタズラなKiss〜Miss in Kiss（ジョンチュアン）

### 特撮
- ゆるい

### ナレーション
- イースター島:祖先の謎
- CAR FIX
- 解剖!メガマシン
- K9 Border War
- シャークマン 巨大ザメ捕獲大作戦
- 深層解明Xファイル
- 世界の麻薬産業
- 戦闘艦大全
- 潜入麻薬ビジネスの世界
- 潜入!ロイヤル・ネイビー
- テリー伊藤のトラブルハンター
- 200万年前の男の子
- 脳トリック
- バーンファインド お宝バイク
- バ科学5
- FLINT TOWN
- 密着国境警備犬
- BOAT RACEライブ 〜勝利へのターン〜
- モーガン・フリーマンが語る宇宙
- ロバート・ライシュ資本主義の救済